# خوان إيزكويردو
خوان مانويل إزكويردو فيانا (4 يوليو 1997 – 27 أغسطس 2024) هو لاعب كرة قدم أوروغواياني كان يلعب في مركز قلب الدفاع. شارك في دوري الدرجة الأولى الأوروغواياني مع أندية سيرو، بينيارول، مونتيفيديو واندرارز، ليفربول مونتيفيديو وناسيونال، وفاز بالدوري مع ليفربول مونتيفيديو في عام 2022 و بالدوري مع ناسيونال عام 2023. توفي في 27 أغسطس/آب عن عمر يناهز 27 عامًا، بعد خمسة أيام من سقوطه على أرض الملعب خلال مباراة ناسيونال في دور الستة عشر من بطولة كوبا ليبرتادوريس 2024 ضد نادي ساو باولو البرازيلي. أعلنت مستشفى ألبرت أينشتاين في ساو باولو في بيان إن مدافع ناسيونال توفي في الساعة 9:38 مساء بالتوقيت المحلي إثر "سكتة قلبية تنفسية مرتبطة بعدم انتظام ضربات قلبه".
ونشر نادي ناسيونال الأوروغواياني بيانا على وسائل التواصل الاجتماعي عن وفاة إزكويردو عبر فيه عن حزن الكبير بخسارة حياة إزكويردو التي لا تعوض.
تم تأجيل مباريات دوري الدرجة الأولى والثانية لكرة القدم في أوروجواي خلال عطلة نهاية الأسبوع بسبب مخاوف بشأن المدافع خوان إيزكويردو الذي يلعب في صفوف نادي ناسيونال. ارتدى لاعبو ساو باولو قميصًا لدعم لاعب كرة القدم الأوروغواياني قبل فوز الفريق 2-1 ضمن الجولة الرابعة والعشرين في دوري الدرجة الأولى البرازيلي 2024 على فيتوريا في 25 أغسطس 2024.